# Budakalász

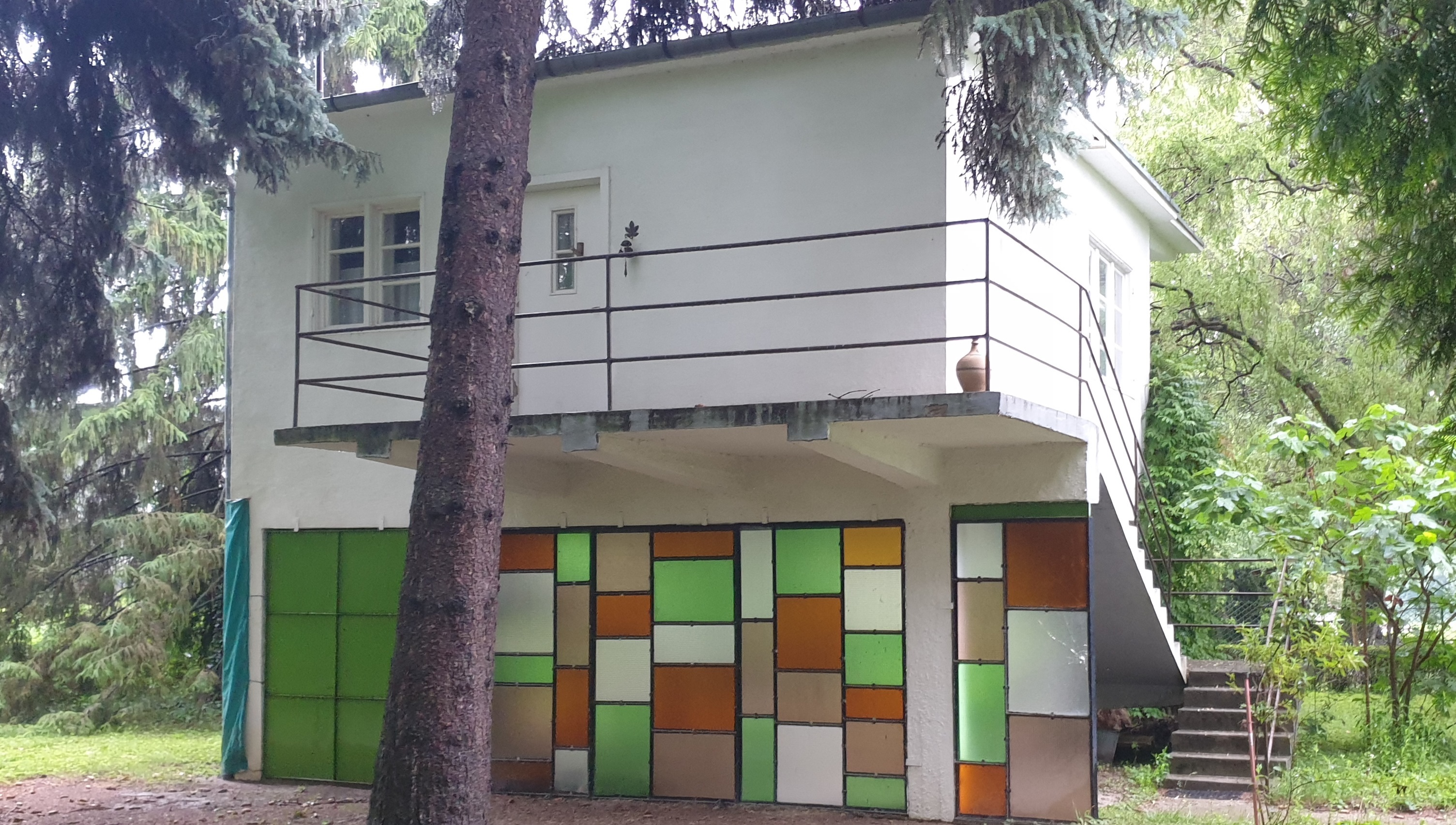
Bauhaus stílusú nyaraló a Lupa-szigeten

Budakalász (németül: Kalasch) város Pest vármegyében, a Szentendrei járásban, a budapesti agglomerációban.

## Fekvése
Budapesttel közvetlenül határos település a Duna jobb partján. A folyam túloldalán elhelyezkedő Dunakeszivel megosztva a „Dunakanyar kapuja"-ként is emlegetik. Területét keleten a Szentendrei-Duna, északon Szentendre és Pomáz, nyugaton Csobánka, délnyugaton Pilisborosjenő és Üröm, délen pedig Budapest határolják.
Közvetlenül házai mellett, a Vác–Pesti-Duna-völgyhöz tartozó Pomázi-síkon, a hajdani kavicsbányászat maradványaként bányatavak találhatók. A horgászok körében kedvelt Omszk-tó vagy Omszki-tó, amelyet pihenésre, kikapcsolódásra szolgáló park vesz körbe. Nyugati szélén pedig, a népszerű fürdőhely Lupa-tavakon túl a Duna part mentén üdülőtelep húzódik, amely ártéri részen, kezdetben engedély nélküli építkezésekből alakult ki.
A településhez tartozik a Lupa-sziget, nevét a 19. század elején élt pomázi lakos Luppa Péterről nyerte.
A városközponttól északra terül el és a településsel ma már teljesen egybeépült Szentistvántelep, amely az 1920-as években budapesti tisztviselők lakótelepeként épült. 
Kelet felől a Pilis-hegység déli nyúlványai, a Berdó, az Ezüst-hegy, valamint a Nagy-Kevély keleti lejtői is a város határához tartoznak. A város központját a Barát-patak szeli át.
Kalász Árpád-kori határrészeinek elnevezései nagyrészt feledésbe merültek, az új elnevezések a 17. század közepén betelepedett szerbektől erednek, és magukon viselik a török nyelvi hatásokat.

## Közlekedés
A várost átszeli a H5-ös HÉV (szentendrei HÉV) vonala, a Szentendrétől a 10-es útig vezető 1108-as út és a pilisi hegyek között Esztergomba vezető 1111-es út nyomvonala; Csillaghegy felől az 1115-ös út vezet a központba, illetve húzódik a település területén néhány rövid öt számjegyű országos közút is: ezek szinte kivétel nélkül a 11-es főút itteni csomópontjainak átkötő útjai; kivételnek tekinthető a Lupa-sziget felé vezető 11 118-as számú mellékút. A 943-as éjszakai buszt kivéve menetrend szerinti autóbuszjárat nincs a városban. A Lupa-szigetre komp jár át.

## Története

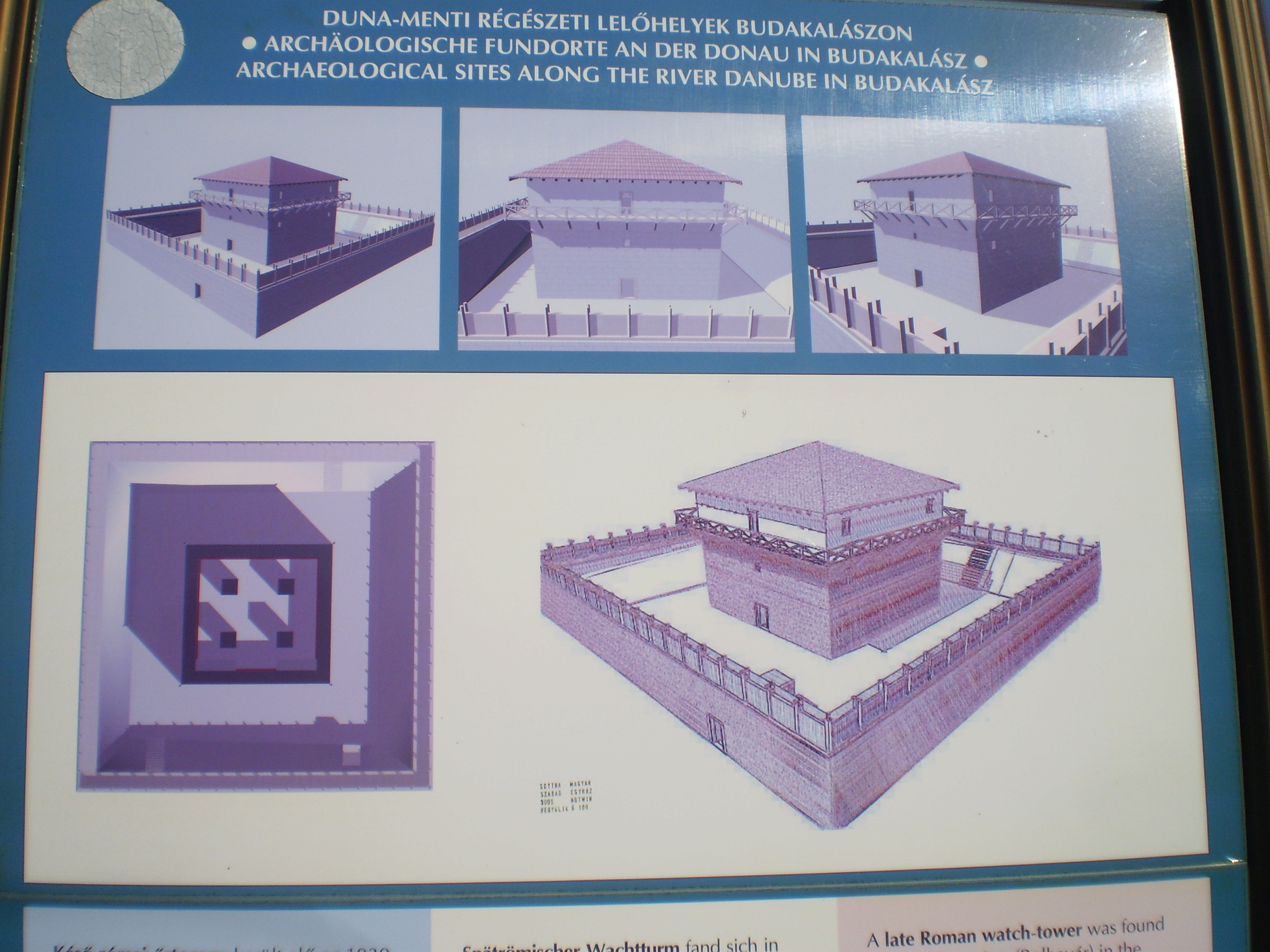
Római őrtorony rekonstrukciója

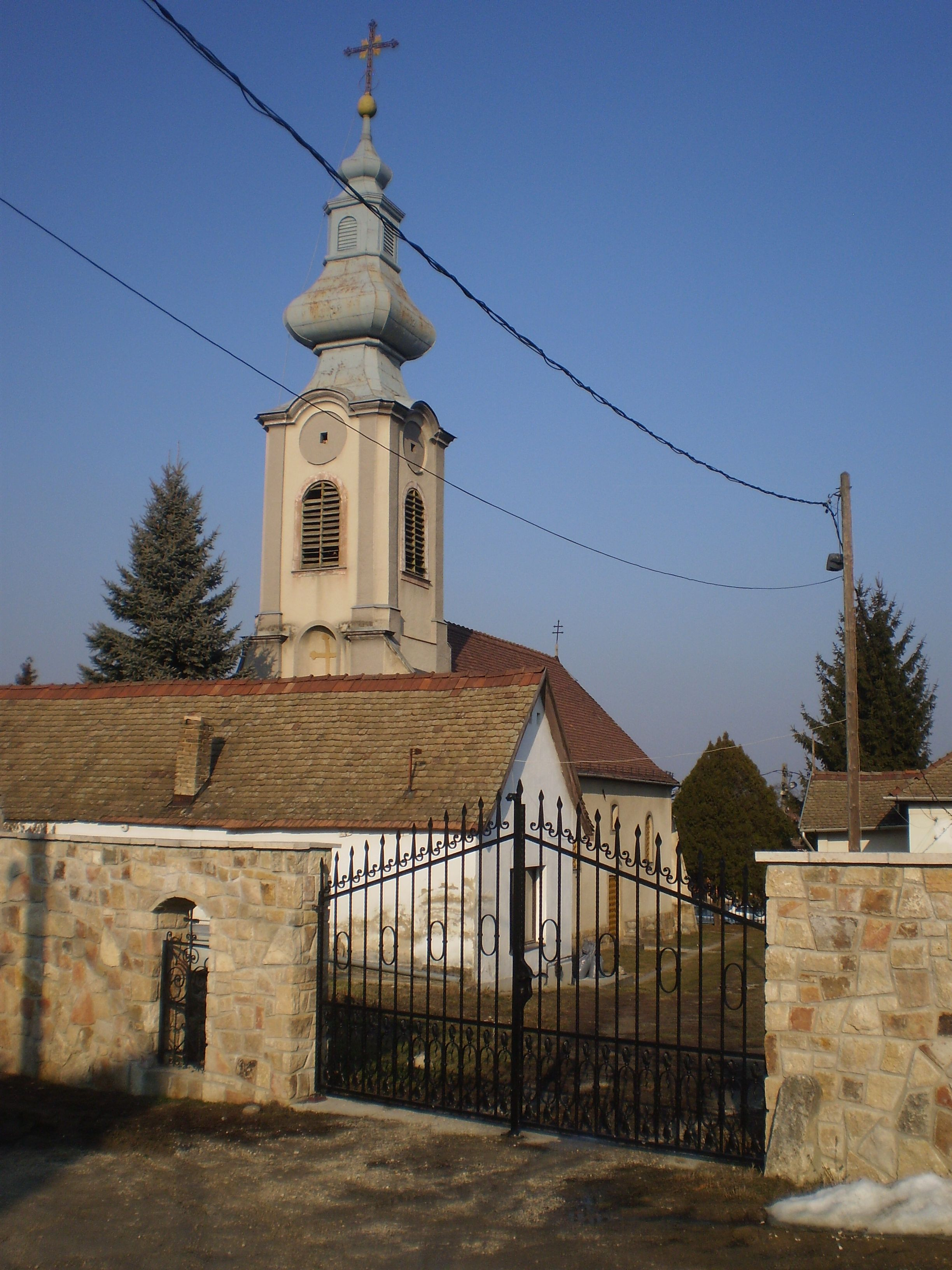
Szerb templom

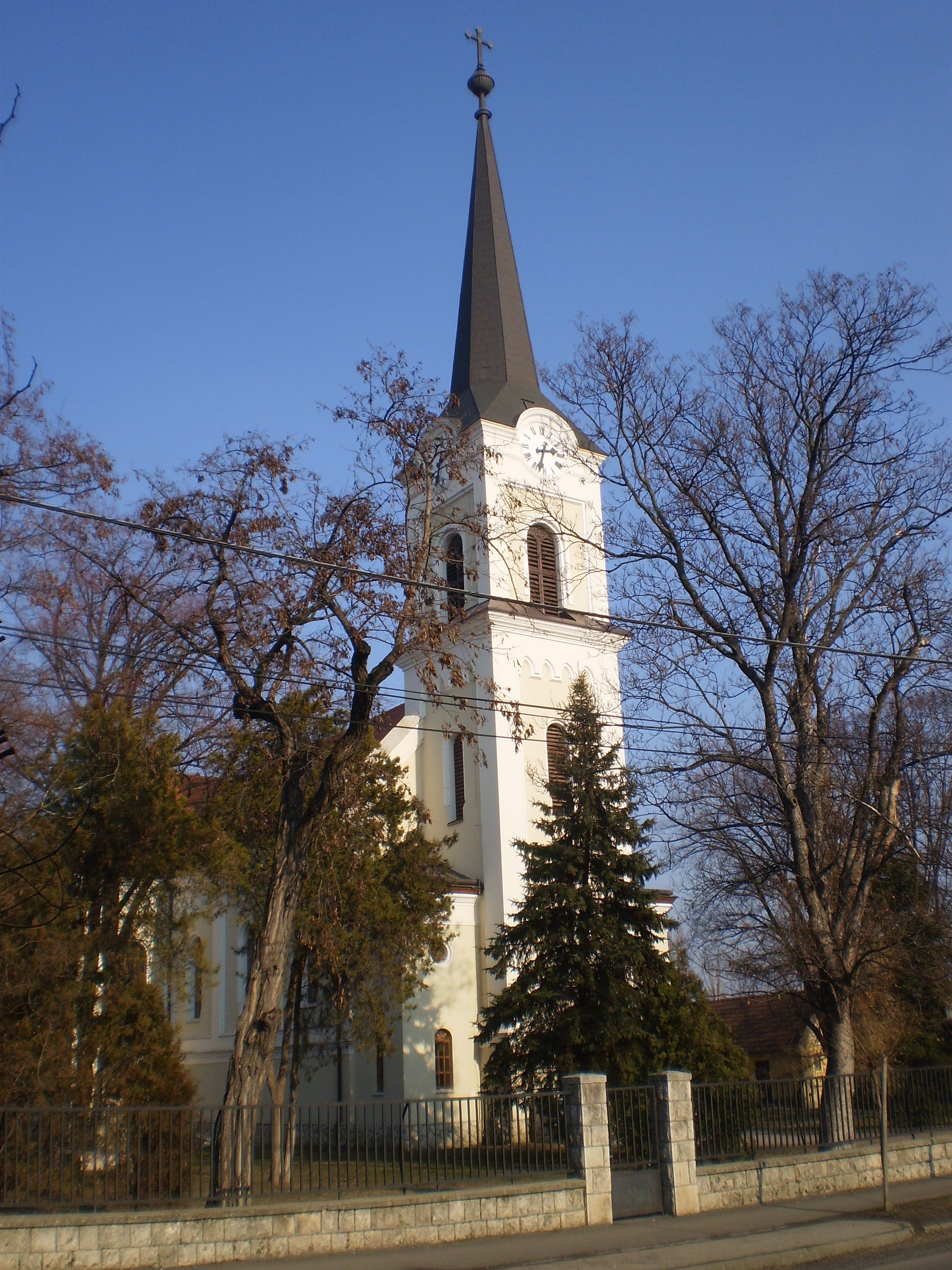
Katolikus templom

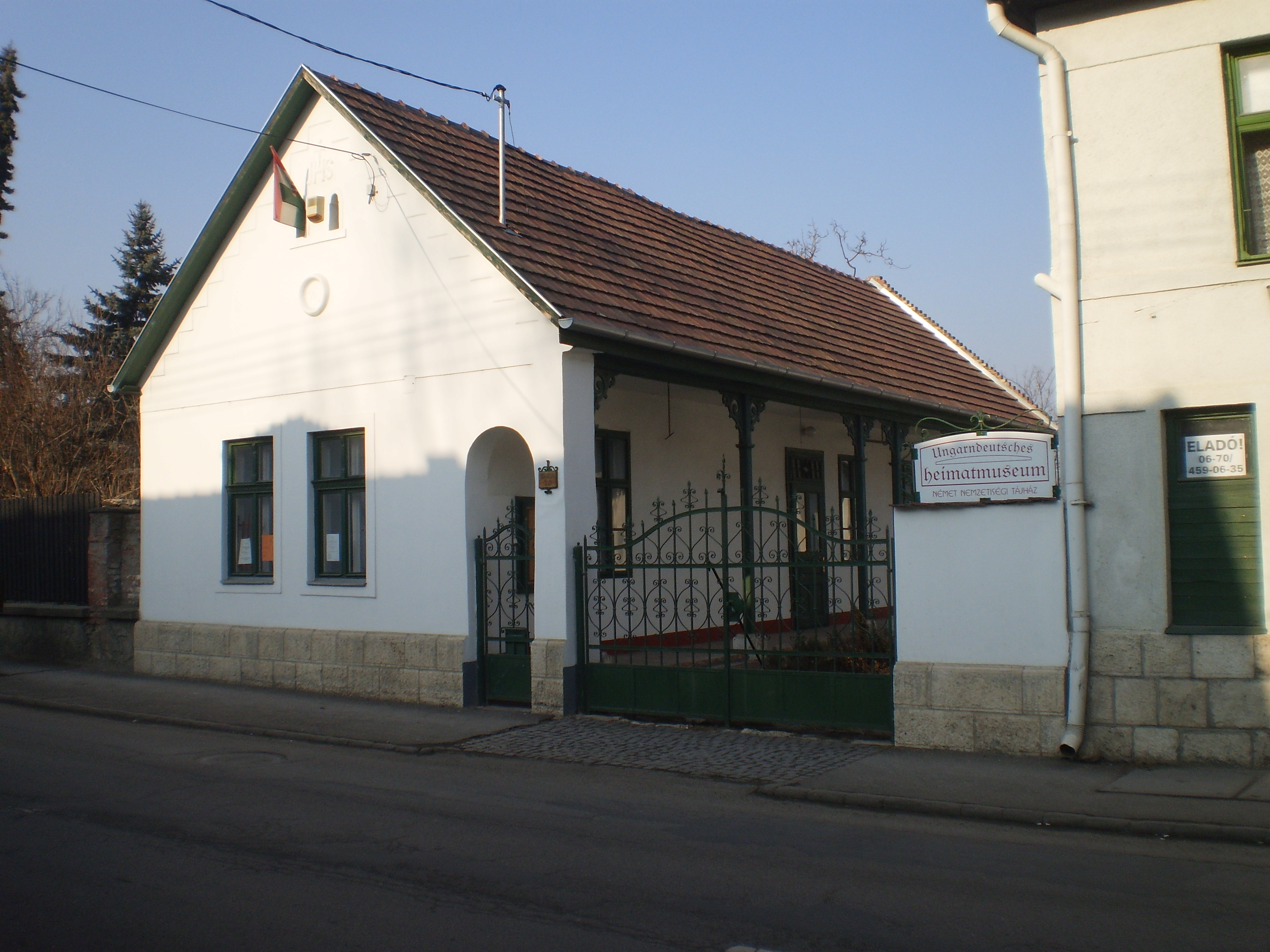
Német nemzetiségi múzeum

Budakalász igen gazdag régészeti emlékekben: a jégkorvégi gravettien kultúrától kezdődően - mintegy tizenötezer évvel ezelőttől - szinte minden lényeges nép élt szűkebb környékén. Így megtalálták a rénszarvas-vadászok kőeszközeit, a bronzkori műveltség emlékeit, de az avarok, longobárdok rendkívüli hagyatékát is. Világszenzációnak számított 1953-ban a kavicsbánya területén előkerült 7000 éves kis vízmerítő edény – budakalászi kocsi –, amely a legelső kocsi makett, de párját ritkítja az az öntött, domborított bronz kancsó is, amit ugyancsak itt találtak.
Fennmaradt egy római őrtorony maradványa.
A település 1135-től ismert neve: Kalez, a középkorban Kaluz, majd Kalaz. Ez a honfoglalást követően itt letelepült kabar népcsoport nevéből eredt, jelentése: „káliz”.
Templomát 1355-ben említik először, ekkor Ferenc nevű papja adózik, földesurai mindig a királyok körül töltenek be különböző rangokat. Kaluzi Sándor 1276-ban latin nyelven tett tanúvallomást Margit királyleány szenttéavatási perében, György pedig Hunyadi János mellett vitézkedett. Tudunk arról is, hogy megfordult itt Mekcsey György, aki a helyi hajóépítő mesterekkel egy dereglyét építtetett.
Az Árpád-kori lakosság a török hadjáratok következtében elmenekült jobban védett területekre, így Kalász elnéptelenedett. Az első török adóösszeírás defter, amely a kalásziakról fennmaradt, 1580-ból való, ebben az áll, hogy „Kálóz falu ráják (keresztény földművesek ) nélkül maradt”.
A 15 éves háború majd a zsitvatoroki béke után a török megszállású területek között egyedi, kettős közigazgatási rendszer alakult ki az ország török megszállású területén. Ebben a szituációban a Szentendrei-sziget déli csücskében lévő Bolgár nevű falu földesura, Budai Bornemissza Bolgár Pál az ország keresztény kézen maradt részének nádorától megvásárolta a Kálózpuszta, Pomázpuszta, Szencsepuszta, valamint a mai Csobánka határát képező területeket, majd betelepítette a Bácskában már korábban vásárolt falvainak (Prekonity, Radonity, Tótháza, Nagy Gyurgyin, Malteovity, Nádály, Hulica, Oblica, Belo Blato, Szilvás, Botrá, Pokolkő, Obornica, Vámtelök, Dorosko, Pessér, Csemeny, Nagycsicsó, Vastorok és Terusity) szerb lakosságával, a török jogszokás szerint 6 év adómentességet biztosítva a vállalkozó kedvű telepeseknek. (A terület megvételéről és betelepítéséről számos dokumentum maradt a Magyar Országos Levéltárban, Bornemissza leszármazottainak, a Wattay családnak iratanyagában.) A Bornemissza család a 17. század elején jelentős szerepet játszott Pilis vármegye társadalmi és hivatali életében, mivel mind a két fél, a keresztény és a török elismerte és különböző ügyekben alkalmazta.
Leányági örökségként a felsővattai Wattay család kezébe került a település. A falu nagyobb betelepítését Wattay I. Pál Pest-Pilis-Solt vármegye helyettes alispánja és fia Wattay János a vármegye kuruc alispánja irányította. A legelső összeíráskor, 1705-ben még 4 magyar családot sorolnak fel. Nagyobb létszámú szerb lakos csak 1715 után telepedett meg itt. A települést a Wattay család ispáni központjaiból eleinte Dunakesziről, majd a Wattay III. Pál által építtetett családi kastélyból Pomázról végezték. A Wattay családba benősült széki gróf Teleki, Szemere, Fáy, Kubinyi, Okolicsányi családok is részt vettek a Pomáztól Kiskőrösig elhelyezkedő birtok vezetésében. Az evangélikus vallású Wattay család minden keresztény egyházat támogatott, így a település katolikus, református és ortodox lakosait is. A svábok 1728-at követően jelentek meg a faluban, később, az 1800-as évek végén néhány felvidéki szlovák család települt be. A svábok 1728-at követően jelentek meg a faluban, később, az 1800-as évek végén néhány felvidéki szlovák család települt be.
1946. február 22-én a német ajkú lakosság nagy részét, 1200 főt telepítették ki Németországba.
A falu határában található kőbánya már a rómaiak idejében is használatban volt, innen vitték a Hősök tere közepén álló „Ismeretlen katona” emlékmű sírkövét.
A falu északi részén, a Szentendrére és a Pomázra vezető út közrefogta mezőgazdasági területen jött létre egy 1922-ben kezdődött ingatlanfejlesztés eredményeképpen 1925 augusztus 20-án Szentistvántelep. Az addig lakatlan területet először az Akarat Szövetkezet parcellázta, amit a 30-as években a Közgazdasági és Hitelbank folytatott. A telepre főleg középosztálybeli, városi családok, elsősorban tisztviselők költöztek, polgári jellege azóta is megmaradt. A máig megfigyelhető, aránylag szabályos utcaszerkezet és az egységes telekméret az eredeti parcellázás és ingatlanfejlesztési koncepció hatását mutatja.
A kezdetekkor egyes sarki házhelyeket fenntartottak közösségi célra, ezekre a helyekre épült később az iskola (ma Szentistvántelepi Általános Iskola) és a templom. A Szent István-templom alapkövét 1948. augusztus 20-án rakták le, és 1965-ben készült el.
2009. július 1. óta város.

### Nevének eredete
Egy átiratban fennmaradt 1135-ös oklevélben szőlőföldet adományoz a Hontpázmány nemzetségből származó Lampert comes a bozóki prépostságnak a Duna melletti Megyeren, amely a kalez nemzetségbeliek szállása felé van.
Innen származtatható egyes elképzelések szerint – a hasonló Kalász és Kaláz nevű településekkel együtt – az, hogy a magyarokhoz csatlakozott egyik törzs népnevéből ered. Végig a középkor során, majd a török háborúk után is Kalázként szerepel, csak 1900-ban csatolják hozzá a Buda előtagot. Ekkori helyesírása szerint Buda Kaláz.
Így nagy valószínűséggel nem helytállóak azok a névmagyarázatok, amelyek a 'kalász' (búzakalász) szóból, vagy a 'budim kalazi' (Buda vára) szóösszetételből eredeztetik a település nevét. A kaláz szónak ugyanakkor más etimológiája is elképzelhető, hiszen lehet az eredete a türk kala (város, település) szó is. 

## Közélete

### Polgármesterei
- 1990–1994: Dr. Vámos Attila (független)[14]
- 1994–1998: Harcsa Lajos (független)[15]
- 1998–2000: Harcsa Lajos (független)[16]
- 2001–2002: Dr. Kulin Sándor (független)[17][18]
- 2002–2006: Harcsa Lajos (független)[19]
- 2006–2007: Parlagi Endre (Nemzeti Fórum-Fidesz)[20]
- 2007–2010: Parlagi Endre (Nemzeti Fórum)[21]
- 2010–2014: Rogán László (Fidesz)[22]
- 2014–2019: Rogán László (Fidesz-KDNP)[23]
- 2019–2024: Dr. Göbl Richárd (2011 Egyesület)[24]
- 2024– : Forián-Szabó Gergely (2011 Környezet- és Értékvédő Egyesület)[1]

A településen 2001. február 4-én időközi polgármester-választást tartottak, az előző polgármester lemondása miatt.
2007. december 2-án újból időközi polgármester-választást (és képviselő-testületi választást) tartottak Budakalászon, ezúttal az előző képviselő-testület önfeloszlatása miatt. A választáson az addigi polgármester is elindult, de a Fidesz, amelynek egy évvel korábban még a támogatását élvezhette, ezúttal már másik jelöltet indított ellene. Eredményét azonban ez nem befolyásolta különösebben: négy jelölt közül, 46,85 %-os eredményével sima győzelmet aratott, elődje, Harcsa Lajos sem tudta megszorítani, a Fideszes jelölt pedig mindkettejüktől jócskán lemaradva csak harmadik lett.

### A település címere
- I. mező: arany alapon három zöld színű hegy, a legkisebben három ezüst színű kereszt;
- II. mező: kék alapon három aranyszínű búzakalász;
- III. mező: kék alapon ezüst színben a bronzkori „budakalászi kocsi”;
- IV. mező: arany alapon vörös ekevas és csoroszlya.

## Népesség
A 2011-es népszámlálás során a lakosok 86,4%-a magyarnak, 0,2% cigánynak, 2,5% németnek, 0,2% románnak, 1% szerbnek, 0,3% szlováknak mondta magát (13,4% nem nyilatkozott; a kettős identitások miatt a végösszeg nagyobb lehet 100%-nál). A vallási megoszlás a következő volt: római katolikus 34,6%, református 10,5%, evangélikus 1,5%, görögkatolikus 1%, izraelita 0,2%, felekezeten kívüli 20,2% (28,8% nem nyilatkozott).
2022-ben a lakosság 89,5%-a vallotta magát magyarnak, 2,3% németnek, 0,7% szerbnek, 0,4% cigánynak, 0,2-0,2% szlováknak, ukránnak és lengyelnek, 0,1-0,1% románnak, horvátnak, görögnek, örménynek, bolgárnak és ruszinnak, 6% egyéb, nem hazai nemzetiségűnek (10,1% nem nyilatkozott; a kettős identitások miatt a végösszeg nagyobb lehet 100%-nál). Vallásuk szerint 29,6% volt római katolikus, 9,4% református, 1,7% evangélikus, 1,2% görög katolikus, 0,7% ortodox, 0,1% izraelita, 1,4% egyéb keresztény, 0,6% egyéb katolikus, 16,8% felekezeten kívüli (37,9% nem válaszolt).

## Látnivalók

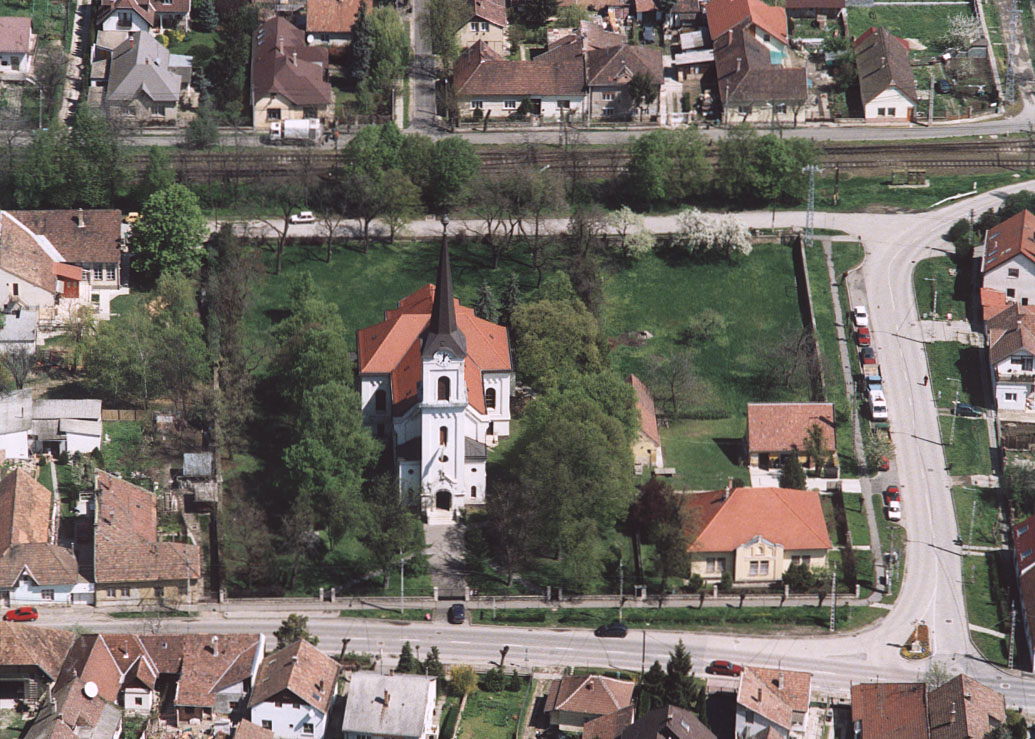
A Szent Kereszt Felmagasztalása templom

- Kálvária, 1865-ben készült, az egykori Árpád-kori templom romjai fölött áll.
- Ortodox templom (barokk, 1752,[30] ikonosztáz[31] a 18. század végéről)
- Régi szerb kereszt, a Fő téren - eredetileg a Tabánban állt, mint pestiskereszt.
- Hősi halottak emlékműve, létező budakalászi lakosról mintázták egykoron.
- Szent Kereszt Felmagasztalása Templom - Az eredetileg 1824-ben emelt és a 19. sz. végi árvizekben megrongálódott templom mellett a 20. sz. első éveiben épült. 1907-ben szentelte fel Prohászka Ottokár, az akkori székesfehérvári püspök. Első plébánosa és építője Robl János volt. A régi templomot 1909-ben bontották el, köveiből épült a templomkert kerítése. 1908-ban készült el a templom azóta is működő orgonája. A búcsút szeptember 14-én tartják. Jelenlegi plébánosa Kelemen László.[32]
- Trianon emlékmű - Az 1915-ben Kolozsvárott Szeszák Ferenc munkája nyomán elkészült, majd 1918-ban román soviniszták által elpusztított Kárpátok Őre szobor rekonstrukciója.
- 2011 novemberében régészeti feltárás kezdődött a Kálvária-dombon. Itt 1977-ben már folytak ásatások, és valószínű volt, hogy egy Árpád-kori templom romjai vannak a föld alatt. A jelenleg is zajló ásatások során részben feltártak egy közel 20 méter hosszú és 12 méter széles templomot.[33]

### Budakalászi Kemotaxonómiai Botanikus Kert TT
A Duna–Ipoly Nemzeti Park Igazgatóság védett területén található a Gyógynövénykutató Intézet 1984-ben létesült bemutatókertje. Területe 5 hektár, ezen belül a növénygyűjtemény: 1,03 hektár.

## Kultúra
- Budakalász jelentős kulturális nevezetessége és a város egyik büszkesége az 1972-ben alakult Lenvirág Táncegyüttes. Létrejöttét a város legnagyobb ipari üzeme, a Lenfonó és Szövőipari Vállalat támogatta. Az együttes zömmel a helybeli, 5-18 éves korosztályba tartozó gyermekekből áll, de népszerű a környező településeken is. Repertoárjában elsősorban a Kárpát-medence néptáncai és népdalai szerepelnek, de a régióban élő német és szerb nemzetiségek dal- és tánckincsét, hagyományait is ápolják. Az együttes évente 40-50 alkalommal lép fel belföldön, részt vesz fesztiválokon és néptánctalálkozókon, rendszeresen látogat a környező országok főleg magyarlakta területeire és egyéb európai országokba is. A budakalászi Faluházban tartott hagyományos karácsonyi műsoruk a város egyik fontos kulturális eseménye, rendszeresen több száz látogatót vonz.[35]

## Gazdaság
- Arról nagyon kevés adat maradt fenn, hogy az Árpád-korban milyen volt a település gazdasági élete. Van adat szőlőművelésre, hajóépítésre, minden valószínűség szerint a korai időszakban katonáskodtak lakói, hiszen a megyeri rév hátterében zárvány-katonatelepként jött létre a település. A török időkban gabonatermesztés folyhatott a Pomáz felé eső jobb minőségű földeken, Buda töröktől történt visszafoglalása után pedig a Wattay birtokosok itteni erdők fájával kereskedtek.
- A kalászi szőlőművelésnek nagy lendületet adott az az 1701. évi császári rendelet, amely szerint nyolcéves adómentességet nyernek azok akik földjeiket szőlővel ültetik be. Minden kalászi szerb portán pincét ástak a bor tárolására és feldolgozására. Amely porták lapályon feküdtek, azok tulajdonosa igyekezett valamelyik agyagdomb suvadásában pincét ásni. Szentendre környékén a szerbek főként kadarkát ültettek. A „Szentendrei vörös” bor volt ennek a környéknek a specialitása. A filoxéra ezeken a vidékeken 1882–ben jelent meg.
- A falu lakosságának új megélhetési lehetőséget biztosított az elővárosi vasút kiépítése. A Budapesti Közúti Vaspálya Társaság 1886-ban nyújtotta be erről szóló terveit. A munkálatok élére az energikus szentendrei polgármester, Dumtsa Jenő állt. Az egy sínpáros gőzvasút 1888. augusztus 17-én működésbe lépett. A pálya villamosítása 1909 és 1914 között történt.
- 1900-ban megalakult a Neubauer és Sárkány „Mungo” textilipari hulladékhasznosító gyár. Az első világháború alatt itt is készítettek kötszereket, sebkötöző vattákat.
- Egy káposztasavanyító üzem helyén, a Kupusziste (Káposztás) nevű határrészben, a Majdan patak partján, 1923-ban kezdte meg működését a méltán híressé lett Klinger gyár, amelyben az 1990-es évekig készültek a messze földről is keresett kender és lenanyagú textíliák. Jelentősek voltak a kékfestő-vásznai, abroszai és a tűzoltófecskendőkhöz használt tömlői, amelyet egy hazai szabadalom révén készítettek. A második világháború után – államosítva – továbbélt az üzem, Budakalászi Textilművek Rt. néven, majd az 1980-as években bekövetkezett összevonások révén itt nyert elhelyezést a vezérigazgatóság is, ettől kezdve működött "Lenfonó és Szövőipari Vállalat (BUDAFLAX)" néven. Itt gyártották 1978-1982 között a Trapper nevű farmeranyagot. A Lenfonó vállalat vezetése maradandót támogatott kulturális területen: a nemzetközi versenyek élvonalába emelkedett "Lenvirág" néptáncegyüttes megalakulásakor komoly anyagi támogatást vállalt, s az együttes neve ezért utal a lenre.

## Budakalász természeti környezete

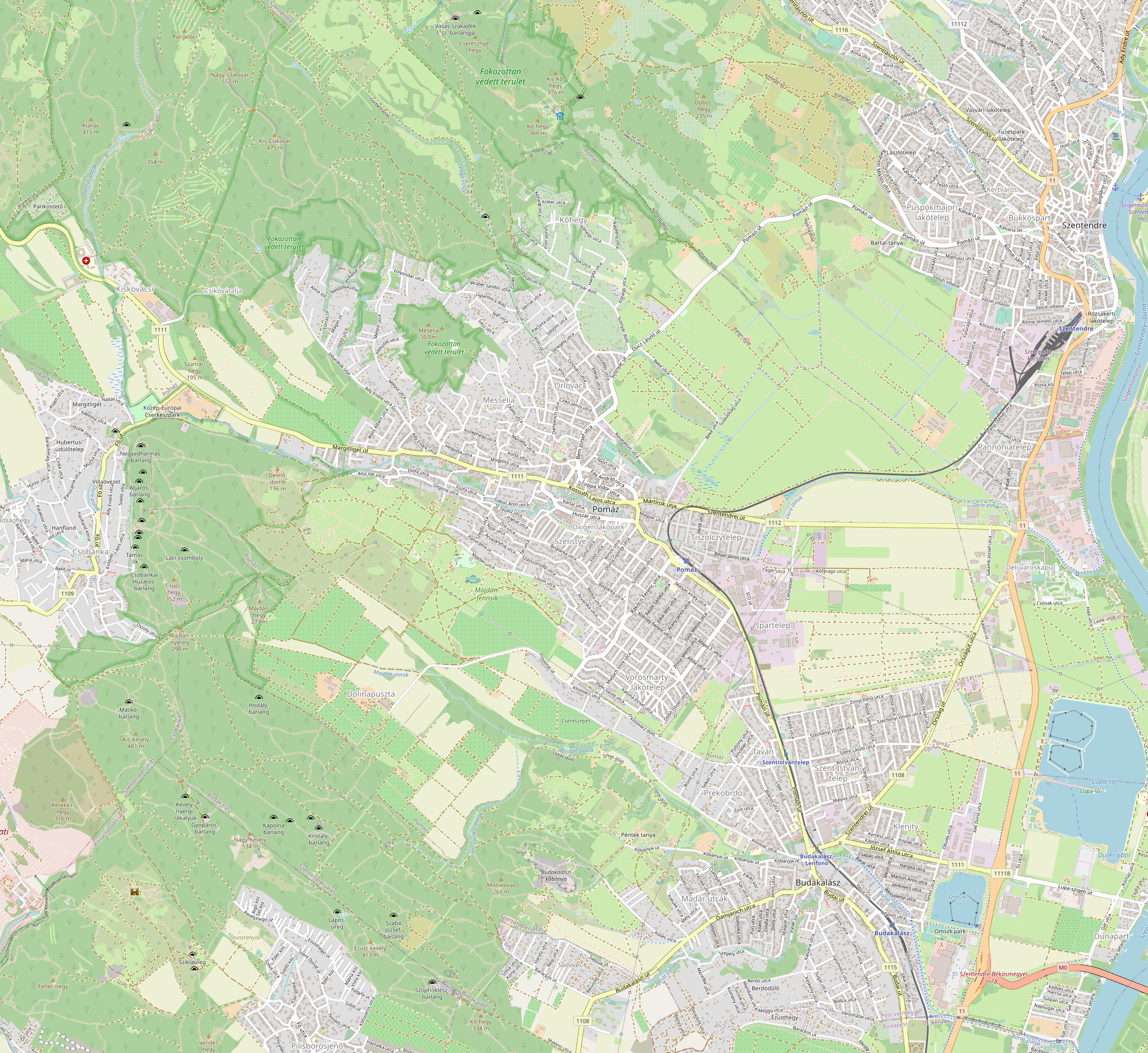
Budakalász környékének térképe

### Budakalászi mészkőbányák
Budakalász Békásmegyer felé eső határán, a ma Berdó-dülőnek nevezett plató déli szegélyénél helyezkedik el az a forrásvízi mészkőbánya, amelynek kőzetanyaga 2000 éve meghatározó jelentőségű szűkebb és tágabb környezetének építészeti kultúrájában. A földtanilag fiatal képződmények közé tartozik, kora mindössze 800–900 000 év között van. A pleisztocénben a Würm-glaciális idején egy viszonylag hosszú és keskeny édesvízű tóban keletkezett édesvízi mészkő, azaz travertino. A tófenékbe nyíló források sok oldott kalcium-karbonátot hoztak felszínre. A viszonylag nagy nyomásnál feltörő langyos források vize az alacsony nyomású környezetbe kerülve elvesztette CO2 tartalmának jelentős részét így felbomlott a kalcium-hidrokarbonát egyensúlya, felszabadult közben egy vízmolekula és kivált a kalcium karbonát: Ca(HCO3) – CO2+H2O+CaCO3. A CaCO3 a növény szárára és levelére csapódott ki és rövid idő alatt megölte a növényt, amelynek lágy részei elbomlottak és a helyükön maradt üregek okozzák a forrásvízi mészkövek jellegzetességét, a lyukacsos szerkezetet. A budakalászi mészkő az évszakok változásáról is ad információt, mivel nyáron lényegesen kevesebb lösz került a tóba, így a kőzet színe világos elefántcsont színű. Télen a behordott anyag jóval több, ami a keletkező mészkövet világosbarnára színezi. A kőzet így válik kétszínűvé és veszik fel a rétegek a moduláló vagy traverzáló formát.
Ezek a mészkőfajták egyben „tanúhegyek” is, mivel a 900 000 évvel ezelőtti erózióbázis szintjét is jelzik, amely azóta hozzávetőlegesen 100 méterrel csökkent. A budakalászi bánya megnyitásának ideje 92–93 körüli időre tehető, akkor helyezték az egykori Aquakwinkwe település helyére a Szerémségből a XII. légiót, amely azután kiépítette Aquincumot, csak amíg a kelták nyelvén az aquakwinkwe jó vizet jelentett, a latin fordításban ez öt vízre sikeredett és ezt a nevet örökölték a magyarok. A légió mérnökei hamar megtalálták kiválóan alakítható, faragható forrásvízi mészkövet és Aquincum építményeinél jelentős mértékben felhasználták. Gyakorlatilag az összes oszlopot, oszlopfőt, de számos sírkőemléket, kőszarkofágot is ebből a likacsos szerkezetű mészkőből faragták ki. Biztos, hogy a középkor folyamán is felhasználták az itt fejtett mészkövet, a török megszállás másfélszáz éve során viszont felhagytak itt a kőfejtéssel, olyannyira, hogy az 1760-as években már nem is tudták a látható gödrök mibenlétét, „Alte Keller”-nek nevezték azokat. 1879-től az olasz származású Fabro Miklós kezdett újra kőtermelést a régi, felhagyott bányában. Itt fejtették ki a budapesti Hősök Tere trianoni kőszarkofágját, amelyet kőlapokkal burkolva a második világháború után átkereszteltek az „ismeretlen katona sírjává”. A háború a tulajdonost és az itteni kőbányászást is elsodorta.
A másik, – még ma is működő mészkő bánya innen mintegy 5 kilométerre északnyugatra, a Mantovacz-hegy oldalában található. Ezen a helyen Tura Jakab nyitott kőfejtőt 1894-ben, földesúri engedéllyel. Itt napjainkban szabályos kőtömböket, vékony burkolólapokat, kváderköveket, kerti burkolólapokat fejtenek és árusítanak.
Vannak, akik - nem tudván a másik, ma már nem működő egykori bányáról - tévesen ehhez a működőhöz kapcsolják a „római korban nyitott” téves eredetet.

## Nevezetes személyek
- Pándy Kálmán (1868–1945) orvos, ideggyógyász, elmeorvos
- Györgyi Lajos (1908–1981) állattenyésztő, politikus, országgyűlési képviselő
- Deésy Mária (1919–1998) színésznő
- Aperianov Zakariás (1927–2015) állatidomár
- Kovács Apollónia (1926–2012) színésznő, cigánynóta-énekes
- Izsó Mihály (1929–2007) mezőgazdasági üzemmérnök, politikus, országgyűlési képviselő
- Sinkó László (1940–2015) Kossuth-díjas színművész, rendező, Budakalász díszpolgára[36]
- Novotny László (1941–2024) válogatott kajakozó, mérnök
- Recsenyédi Fekete Miklós (1942–2010) író, újságíró
- Aigner Szilárd (1946–2016) meteorológus
- Milosevits Péter (1952–2021) író, költő, műfordító, irodalomtörténész, újságíró, lapszerkesztő, egyetemi oktató
- Pártai Lucia (1961–) meteorológus
- Gesztesi Károly (1963–2020) színművész
- Spitzer Gyöngyi (1966–) énekes, újságíró
- R. Kelényi Angelika (1970–2023) író, újságíró
- Németh Pákolicz Tamás (1973–) író, költő, zenei előadó
- Bereczki Zoltán (1976–) musicalszínész
- Kovács Katalin (1976–) olimpiai bajnok kajakozó
- Hlavacsek Tihamér (1977–) zongoraművész
- Varga Tamás (1978–) Európa- és világbajnok evezős

## Testvérvárosai
- Lövéte (Románia, Székelyföld)
- Kahl am Main (Németország)
- Ada, Szerbia (Délvidék)